# Telebasis vulnerata
Telebasis vulnerata är en trollsländeart som först beskrevs av Hagen 1861.  Telebasis vulnerata ingår i släktet Telebasis och familjen dammflicksländor. Inga underarter finns listade i Catalogue of Life.